# La Haciendita, Ayutla de los Libres
La Haciendita är en ort i Mexiko.   Den ligger i kommunen Ayutla de los Libres och delstaten Guerrero, i den södra delen av landet, 270 km söder om huvudstaden Mexico City. La Haciendita ligger 486 meter över havet och antalet invånare är 341.
Terrängen runt La Haciendita är kuperad. Runt La Haciendita är det ganska tätbefolkat, med 65 invånare per kvadratkilometer. Närmaste större samhälle är Ayutla de los Libres, 16,9 km sydost om La Haciendita. Omgivningarna runt La Haciendita är en mosaik av jordbruksmark och naturlig växtlighet.